# (25160) Joellama
(25160) Joellama est un astéroïde de la ceinture principale.

## Description
(25160) Joellama est un astéroïde de la ceinture principale. Il fut découvert le 17 septembre 1998 à la station Anderson Mesa par le programme de relevé astronomique LONEOS. Il présente une orbite caractérisée par un demi-grand axe de 2,35 UA, une excentricité de 0,24 et une inclinaison de 2,3° par rapport à l'écliptique.